# Chalon-sur-Saône
Chalon-sur-Saône (AFI: /ʃalõsyʁˈsoˑn/) è un comune francese di 47 231 abitanti situato nel dipartimento della Saona e Loira nella regione della Borgogna-Franca Contea.

## Società

### Evoluzione demografica
Abitanti censiti

## Sport

### Calcio
Principale società calcistica cittadina è il Football Club Chalonnais, militante in CFA 2.

### Pallacanestro
Principale società cittadina è il Élan Sportif Chalonnais, militante nella massima serie e vincitore di titoli nazionali.

## Amministrazione

### Cantoni
Fino al 2014 il territorio comunale di Chalon-Sur-Saône era ripartito in quattro cantoni:
- Cantone di Chalon-sur-Saône-Centre
- Cantone di Chalon-sur-Saône-Nord
- Cantone di Chalon-sur-Saône-Ovest
- Cantone di Chalon-sur-Saône-Sud

A seguito della riforma approvata con decreto del 18 febbraio 2014, che ha avuto attuazione dopo le elezioni dipartimentali del 2015, il territorio comunale di Chalon-Sur-Saône è stato ripartito in tre cantoni:
- Cantone di Chalon-sur-Saône-1: comprende parte della città di Chalon-sur-Saône e i comuni di:
  - Champforgeuil
  - Crissey
  - Farges-lès-Chalon
  - Fragnes-La Loyère
  - Virey-le-Grand
- Cantone di Chalon-sur-Saône-2: comprende parte della città di Chalon-sur-Saône
- Cantone di Chalon-sur-Saône-3: comprende parte della città di Chalon-sur-Saône e il comune di Châtenoy-le-Royal

### Gemellaggi
Chalon-sur-Saône è gemellato con:
- Solingen
- Novara
- St Helens
- Næstved